# Helen Gallagher
Helen Gallagher (n. 19 iulie 1926, New York City, New York, SUA – d. 24 noiembrie 2024, New York City, New York, SUA) a fost o actriță, dansatoare și cântăreață americană.

## Tinerețea
Născută în Brooklyn, ea a locuit cu familia în Scarsdale, New York, timp de mai mulți ani, până la Crahul de pe Wall Street care a marcat începutul Marii crize economice, iar familia ei s-a mutat în Bronx. Părinții ei s-au separat și ea a fost crescută de o mătușă. A suferit de astm.

## Activitatea pe scenă
Gallagher a fost cunoscută timp de zeci de ani ca actriță în spectacolele de pe Broadway. A apărut în spectacoleleMake a Wish, Hazel Flagg, Portofino, High Button Shoes, Sweet Charity (pentru care a primit în 1967 o nominalizare la Premiul Tony pentru cea mai bună actriță într-un musical) și Cry for Us All.
În 1952 ea a câștigat un premiu Tony pentru interpretarea ei în musicalul relansat Pal Joey. În 1971 a câștigat al doilea premiu Tony pentru rolul ei din musicalul relansat No, No, Nanette. Cântecul „You Can Dance with Any Girl”, interpretat dansând împreună cu Bobby Van în acel spectacol, a fost inclus pe albumul acelei versiuni a musicalului. Mai târziu, ea a interpretat rolul Sue Smith în relansarea spectacolului de către Papermill Playhouse, jucând rolul pe care Keeler îl interpretase cu un sfert de secol mai devreme. 
Primul ei rol principal pe Broadway a fost personajul titular din musicalul Hazel Flagg (1953), inspirat din filmul Nothing Sacred (1937) cu Carole Lombard. Acest rol i-a adus o ședință de fotografie pentru revista Life. Gallagher a apărut în filmul Roseland (1977), alături de Christopher Walken. Fană a melodiilor tandemului Rodgers și Hammerstein, ea a apărut într-un spectacol omagial special dedicat lui Richard Rodgers în cadrul seriei de concerte The Bell Telephone Hour.

## Activitatea în televiziune
În ciuda activității sale vaste de pe Broadway, ea este probabil cea mai cunoscută pentru rolul Maeve Ryan, capul feminin al unei familii irlandezo-americane, din telenovela Ryan's Hope, rol pe care l-a interpretat pe întreaga durată a spectacolului din 1975 până în 1989. Ea a fost nominalizată pentru cinci premii Daytime Emmy pentru interpretarea ei din serial, câștigând trei premii în 1976, 1977 și 1988.
La vremea când a fost distribuită în Ryan's Hope, Gallagher a predat de trei ori pe săptămână lecții de interpretare muzicală în casa ei. Michael Hawkins, care l-a interpretat inițial pe Frank Ryan, a fost unul dintre elevii ei.
Pe măsură ce spectacolul a continuat în anii 1980 și a devenit tot mai complex, ratingurile au înregistrat o cădere bruscă. Când directorii ABC au anulat serialul Ryan's Hope, scenarista Claire Labine a încheiat episodul final cu Maeve cântând Danny Boy în barul familiei. Aproape imediat după anularea serialului Ryan's Hope, Gallagher a fost actriță invitată în serialul Another World și a apărut în All My Children în rolul unei asistente severe și în One Life to Live în rolul unei terapeute sexual (al cărui fiu s-a căsătorit cu dr. Dorian Lord ). A continuat să joace în diferite producții de teatru profesionist și off-Broadway.

## Ultimii ani
În 1984 Gallagher a jucat rolul principal în Tallulah, un musical biografic a actriței Tallulah Bankhead. A predat în acei ani cursuri de actorie la HB Studio (Herbert Berghof Studio) din New York.

## Spectacole de teatru
| Data începerii    | Data încheierii    | Title                         | Rol                                                       | Teatru                                                   |
| ----------------- | ------------------ | ----------------------------- | --------------------------------------------------------- | -------------------------------------------------------- |
| 7 decembrie 1944  | 12 mai 1945        | Seven Lively Arts             | Dublură Corps de Ballet                                   | Ziegfeld                                                 |
| 6 septembrie 1945 | 15 septembrie 1945 | Mr. Strauss Goes to Boston    | Corps de Ballet                                           | New Century                                              |
| 21 decembrie 1945 | 29 iunie 1946      | Billion Dollar Baby           | Chorine dansatoare vecina                                 | Alvin                                                    |
| 13 martie 1947    | 31 iulie 1948      | Brigadoon                     | dansatoare                                                | Ziegfeld                                                 |
| 9 octombrie 1947  | 2 iulie 1949       | High Button Shoes             | Nancy                                                     | New Century Shubert Broadway                             |
| 13 octombrie 1949 | 18 martie 1950     | Touch and Go                  | fiica vecina fata spectatoare de la teatru                | Broadhurst Broadway                                      |
| 18 aprilie 1951   | 14 iulie 1951      | Make a Wish                   | Păpușa                                                    | Winter Garden                                            |
| 3 ianuarie 1952   | 18 aprilie 1953    | Pal Joey                      | Gladys Bumps                                              | Broadhurst                                               |
| 11 februarie 1953 | 19 septembrie 1953 | Hazel Flagg                   | Hazel Flagg                                               | Mark Hellinger                                           |
| 13 mai 1954       | 24 noiembrie 1956  | The Pajama Game               | Gladys (rezervă)                                          | St. James Shubert Theatre                                |
| 20 aprilie 1955   | 31 mai 1955        | Guys and Dolls                | Miss Adelaide                                             | City Center                                              |
| 18 mai 1955       | 29 mai 1955        | Finian's Rainbow              | Sharon McLonergan                                         | City Center                                              |
| 9 aprilie 1957    | 5 mai 1957         | Brigadoon                     | Meg Brockie                                               | Adelphi                                                  |
| 21 februarie 1958 | 22 februarie 1958  | Portofino                     | Kitty                                                     | Adelphi                                                  |
| 19 martie 1958    | 30 martie 1958     | Oklahoma!                     | Ado Annie Carnes                                          | City Center                                              |
| 31 decembrie 1964 | 23 ianuarie 1965   | Royal Flush                   | dublură                                                   | Shubert                                                  |
| 29 ianuarie 1966  | 15 iulie 1967      | Sweet Charity                 | Nickie dublură a lui Charity rezervă pentru rolul Charity | Palace                                                   |
| 24 mai 1966       | 3 ianuarie 1970    | Mame                          | rezervă a lui Agnes Gooch rezervă a Verei Charles         | Winter Garden Broadway                                   |
| 8 aprilie 1970    | 15 aprilie 1970    | Cry for Us All                | Bessie Legg                                               | Broadhurst                                               |
| 19 ianuarie 1971  | 3 februarie 1973   | No, No, Nanette               | Lucille Early                                             | 46th Street                                              |
| 11 noiembrie 1972 | 11 februarie 1973  | Much Ado About Nothing        | coregrafă asistentă a lui Donald Saddler                  | Winter Garden                                            |
| 26 aprilie 1976   | 9 mai 1976         | Tickles by Tucholsky          |                                                           | Theatre Four                                             |
| 5 octombrie 1977  | 27 noiembrie 1977  | The Misanthrope               | Arsinoe                                                   | Joseph Papp Public Theater New York Shakespeare Festival |
| 14 iunie 1978     | 3 decembrie 1978   | The American Dance Machine    | reconstrucția coregrafică a spectacolului                 | Century                                                  |
| 10 octombrie 1978 | 12 noiembrie 1978  | A Broadway Musical            | Maggie Simpson                                            | Theatre of the Riverside Church                          |
| 8 octombrie 1979  | 28 august 1982     | Sugar Babies                  | rezervă                                                   | Mark Hellinger                                           |
| 14 mai 1981       | 25 octombrie 1981  | I Can't Keep Running in Place | Beth                                                      | Westside                                                 |
| 13 iunie 1983     | necunoscută        | Tallulah                      | Tallulah Bankhead                                         | Westside Arts                                            |
| 23 august 1983    | 5 septembrie 1983  | Same Time, Next Year          | Doris                                                     | Ivoryton Playhouse                                       |
| 9 martie 1987     | 9 martie 1987      | Star Dust                     | interpretă                                                | Sardi's                                                  |
| 17 mai 1990       | 8 iulie 1990       | Annie 2                       | Fran Riley                                                | Norma Terris                                             |
| 6 septembrie 1990 | 9 septembrie 1990  | Money Talks                   |                                                           | Promenade                                                |
| iunie 1996        | iunie 1996         | Home                          | Mama                                                      | Ensemble Studio Theatre                                  |
| 9 aprilie 1997    | 27 mai 1997        | No, No, Nanette               |                                                           | Papermill Playhouse                                      |
| 28 ianuarie 2000  | 30 ianuarie 2000   | 70, Girls, 70                 | Gert                                                      | York Theatre Company                                     |

## Filmografie
| An        | Titlu                                    | Rol               | Note                                                         |
| --------- | ---------------------------------------- | ----------------- | ------------------------------------------------------------ |
| 1949      | Manhattan Showcase                       | gazda emisiunii   |                                                              |
| 1951      | Don Ameche's Musical Playhouse           | propriul rol      | 25 ianuarie 1951                                             |
| 1951      | Don Ameche's Musical Playhouse           | propriul rol      | 4 februarie 1951                                             |
| 1951      | Paul Whitman's Goodyear Revue            | propriul rol      | 20 mai 1951                                                  |
| 1951      | General Electric Guest House             | propriul rol      | 12 august 1951                                               |
| 1951      | The Mel Torme Show                       | propriul rol      | 5 noiembrie 1951                                             |
| 1951      | Colgate Comedy Hour                      | propriul rol      | Episoadele 1.35 și 1.40                                      |
| 1952      | The Ezio Pinza Show                      |                   | 1 februarie 1952                                             |
| 1953      | The Ed Sullivan Show                     | propriul rol      | Episoadele 6.25 și 6.45                                      |
| 1954      | Kraft Television Theatre                 |                   | serial TV, episodul Pardon My Prisoner                       |
| 1955      | Colgate Comedy Hour                      | propriul rol      | Episodul 5.33                                                |
| 1955      | A.N.T.A. Album of 1955                   | propriul rol      |                                                              |
| 1958      | The Ed Sullivan Show                     | propriul rol      | Episoadele 11.17, 11.19 și 11.32                             |
| 1960      | Strangers When We Meet                   | Betty Anders      |                                                              |
| 1960      | Hallmark Hall of Fame                    | Lise              | serial TV, episodul Shangri-La                               |
| 1961      | The Bell Telephone Hour                  | propriul rol      | serial TV, episodul The Music of Richard Rodgers             |
| 1961      | Yves Montand on Broadway                 | propriul rol      |                                                              |
| 1971      | The David Frost Show                     | propriul rol      | Episodul 3.109                                               |
| 1971      | The Tonight Show Starring Johnny Carson  | propriul rol      | 4 februarie 1971                                             |
| 1972      | 26th Tony Awards                         | propriul rol      |                                                              |
| 1973      | 27th Tony Awards                         | propriul rol      |                                                              |
| 1976      | The American Woman: Portraits of Courage | Mary Harris Jones |                                                              |
| 1977      | Roseland                                 | Cleo              |                                                              |
| 1975–1989 | Ryan's Hope                              | Maeve Ryan        | serial TV, 789 episoade                                      |
| 1982      | Family Feud                              | propriul rol      | 8 februarie 1982                                             |
| 1989      | Live with Regis                          | propriul rol      | 13 ianuarie 1989                                             |
| 1989      | Entertainment Tonight                    | propriul rol      | 13 ianuarie 1989                                             |
| 1989      | Another World                            | Hannah Tuttle     | serial TV, 2 episoade                                        |
| 1993      | Law &amp; Order                          | Flo Bishop        | serial TV, episodul Born Bad                                 |
| 1995      | The Cosby Mysteries                      |                   | serial TV, episodul Last Tango                               |
| 1995      | All My Children                          | asistenta Harris  | serial TV, 2 episoade                                        |
| 1997      | Neptune's Rocking Horse                  | Sadie             |                                                              |
| 1997–1998 | One Life to Live                         | dr. Maud Boylan   | serial TV, 6 episoade                                        |
| 2009      | American Masters                         | propriul rol      | serial TV, episodul Jerome Robbins: Something to Dance About |

## Legături externe
- en Helen Gallagher la Internet Broadway Database
- Helen Gallagher la Internet Movie Database
- en Helen Gallagher la Internet Off-Broadway Database
- Helen Gallagher at Broadway World
- Interviu din 2003 pe site-ul TheaterMania
- Interviu din 2019 despre High Button Shoes pe blogul New York City Center